# Stefano Manetti
Stefano Manetti (Florence, 20 april 1959) is een Italiaans geestelijke van de Rooms-Katholieke Kerk. Hij is sinds 2014 bisschop van Montepulciano-Chiusi-Pienza. 
Manetti ging naar de middelbare school in Scandicci. Vanaf oktober 1978 volgde hij de priesteropleiding aan het seminari van Florence, en werd op 19 april 1984 priester gewijd. Hij werkte vervolgens bij lokale parochies als kerkelijk assistent en werd in 1999 pastoor van de St. Thomas parochie in Certaldo.
In 2002 werd hij religieus directeur van het seminarie van het aartsbisdom Florence en lid van de kapittel van de Sint-Laurensbasiliek, waarna hij in 2005 rector werd van het seminarie. In 2009 werd hij lid van het kapittel van de kathedraal van Florence en ere-lid van het kapittel van de Sint-Laurensbasiliek. Hiernaast was hij vanaf 1995 bestuurslid van de priestervereniging van het aartsbisdom, en vanaf 2008 voorzitter van deze vereniging.
Op 31 januari 2014 werd Manetti aangesteld als diocesaan bisschop van het Montepulciano-Chiusi-Pienza. Op 25 maart 2014 werd hij bisschop gewijd door kardinaal Giuseppe Betori, aartsbisschop van Florence. Co-consecratoren waren kardinaal Silvano Piovanelli, aartsbisschop emeritus van Florence, kardinaal Gualtiero Bassetti, aartsbisschop van Perugia-Città della Pieve, Rodolfo Cetoloni, bisschop van Grosseto, en Claudio Maniago, hulpbisschop van Florence. Als wapenspreuk nam hij "Sequere me" (Nederlands: Volg mij). 